# Хидрат
Хидрати се наричат съединения в кристалната решетка, на които са включени молекули вода и/или в които молекула вода участва в координационна връзка с йон или друга молекула.
Много от неорганичните соли образуват кристали с определен брой молекули вода в кристалната си решетка. Например безводният меден сулфат CuSO4, е безцветен, докато ако кристализира из воден разтвор се образува меден сулфат пентахидрат CuSO4·5H2O, който има син цвят. При нагряване медният сулфат пентахидрат отдава водата и се превръща в безцветната безводна сол.
Гипсът е калциев сулфат, изкристализирал с две молекули вода CaSO4·2H2O.
Хидратите се наричат в зависимост от броя на водните молекули:
- монохидрат (·H2O)
- дихидрат (·2H2O)
- трихидрат (·3H2O)
- тетрахидрат (·4H2O)
- пентахидрат (·5H2O)
- декахидрат (·10H2O)
- итн.

Свойствата на безводната сол и кристалохидрата могат да се различават значително. Така например разтворимостта на глауберовата сол и безводната и форма не са еднакви. Безводната форма на алуминиевия трихлорид е люисова киселина и се използва като катализатор за разнообразни органични реакции, докато кристалохидрата не е активен.